# Sainte-Foy-Saint-Sulpice
Sainte-Foy-Saint-Sulpice ist eine französische Gemeinde  mit 565 Einwohnern (Stand: 1. Januar 2022) im Département Loire in der Region Auvergne-Rhône-Alpes. Sainte-Foy-Saint-Sulpice gehört zum Arrondissement Montbrison und zum Kanton Boën-sur-Lignon. Die Bewohner werden Fidésiens und Fidésiennes genannt.

## Geographie
Sainte-Foy-Saint-Sulpice liegt etwa 41 Kilometer nordnordwestlich von Saint-Étienne. Umgeben wird Sainte-Foy-Saint-Sulpice von den Nachbargemeinden Pommiers im Norden und Nordwesten, Nervieux im Nordosten, Mizérieux im Osten und Nordosten, Cleppé im Osten, Poncins im Südosten, Saint-Étienne-le-Molard im Süden, Sainte-Agathe-la-Bouteresse im Südwesten, Arthun im Westen sowie Bussy-Albieux im Westen und Nordwesten.

## Bevölkerungsentwicklung
| Jahr                       | 1936 | 1946 | 1954 | 1962 | 1968 | 1975 | 1982 | 1990 | 1999 | 2006 | 2017 |
| Einwohner                  | 454  | 415  | 388  | 329  | 363  | 331  | 322  | 343  | 354  | 399  | 512  |
| Quellen: Cassini und INSEE |      |      |      |      |      |      |      |      |      |      |      |

## Sehenswürdigkeiten
- Pfarrkirche Sainte-Foy aus dem 12. Jahrhundert, Restaurierung und Rekonstruktion im ausgehenden 19. Jahrhundert, seit 1949 als Monument historique eingeschrieben
- Kapelle Saint-Sulpice mit Ursprüngen vermutlich aus dem 12. Jahrhundert
- Kapelle Sainte-Marguerite, 1888 neu errichtet
- Schloss Clurieux

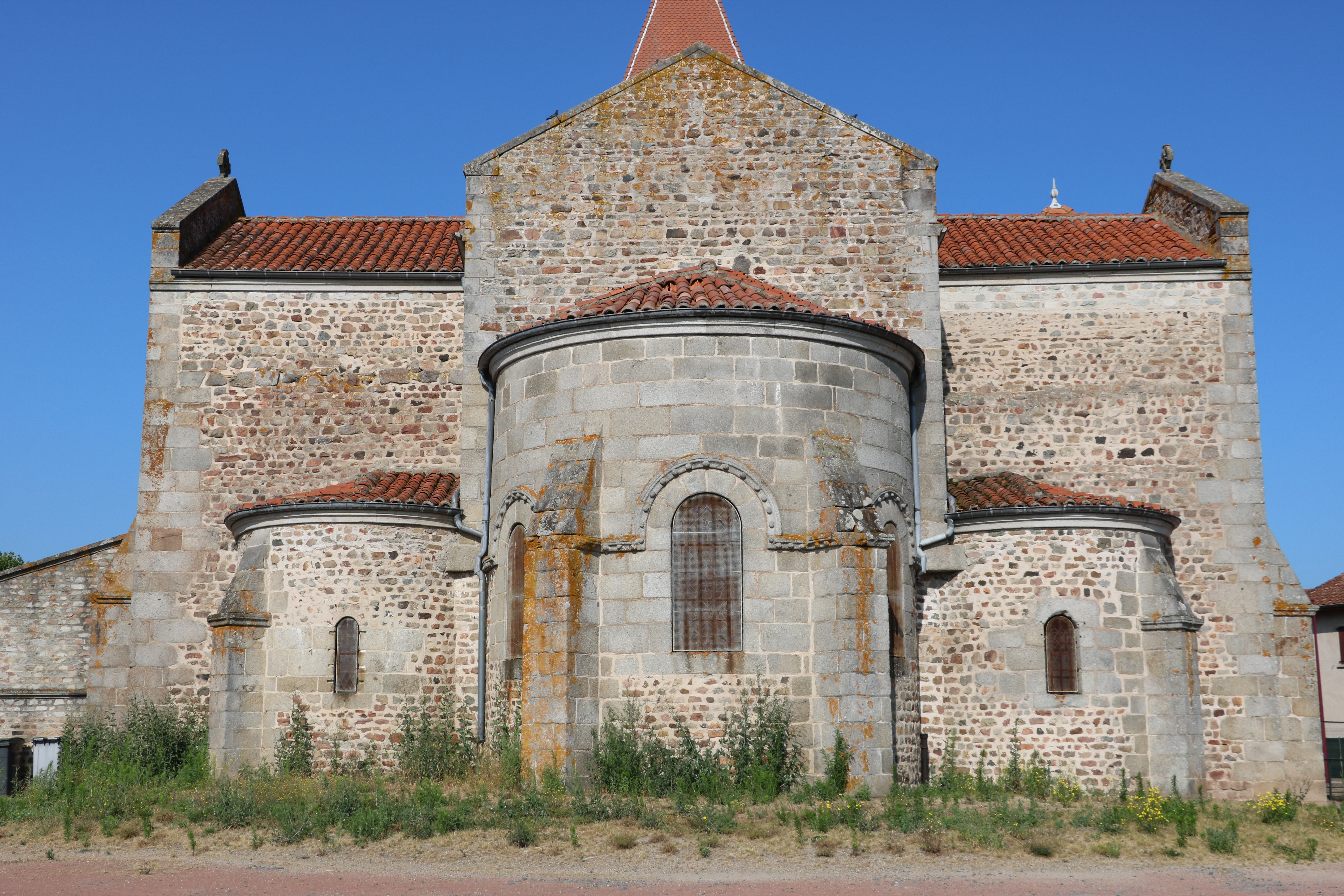
Pfarrkirche Sainte-Foy, Apsis und Apsidiolen
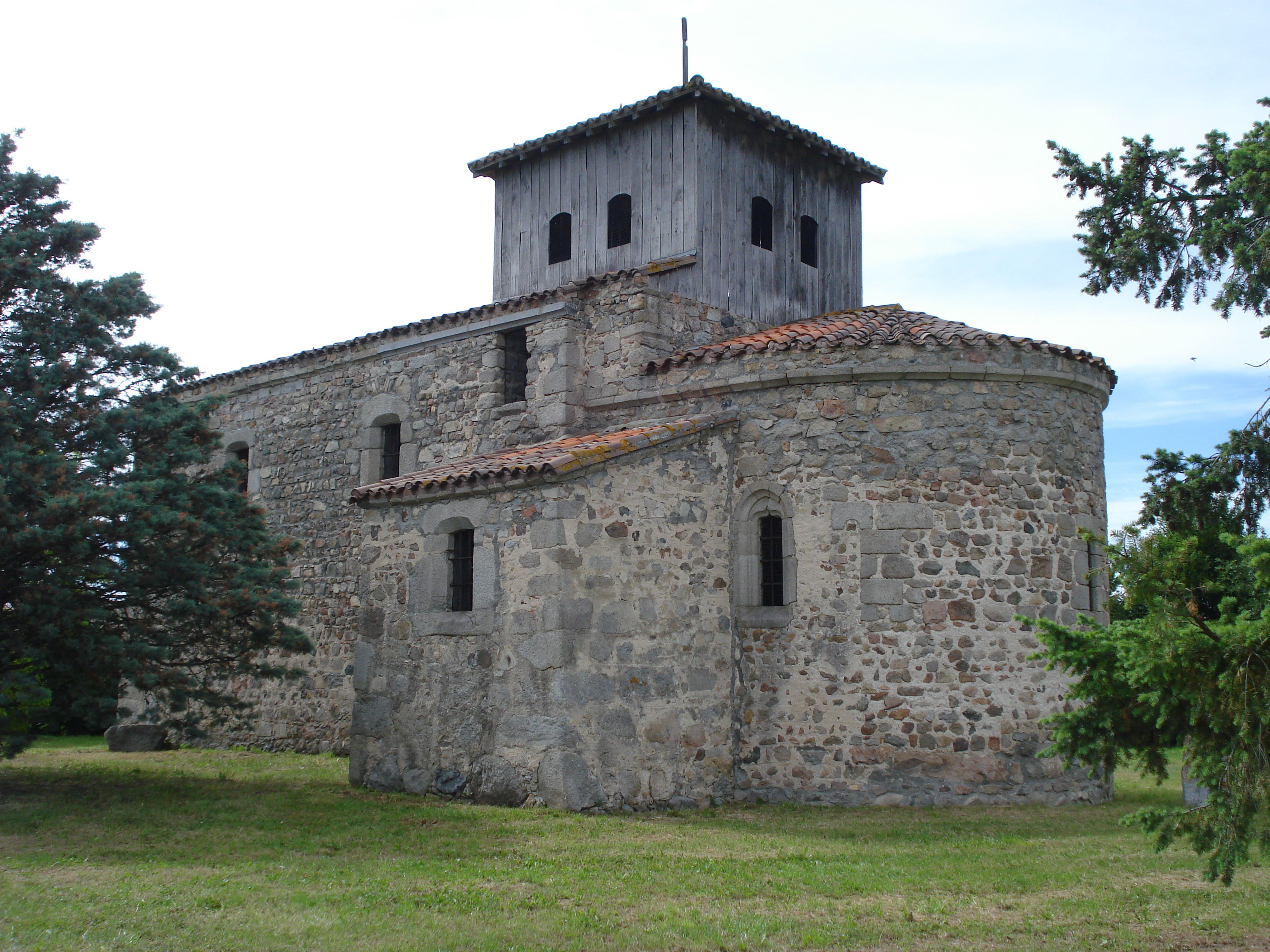
Kapelle Saint-Sulpice